# Willi Schlinske
Willi Schlinske (* 15. Januar 1904; † 10. August 1969 in Berlin-Ost) war ein deutscher Gitarrist, Mandolinist und Musikpädagoge.

## Leben
Willi  Schlinske erhielt Gitarrenunterricht bei Heinrich Jordan (1877–1935) in Berlin. 1932 bis 1949 spielte er die 1. Terzgitarre  im Berliner Gitarrenquartett, zusammen mit Gerhard Tucholski (2. Terzgitarre), Erich Bürger (Primgitarre) und Bruno Henze (Quintbassgitarre, Arrangements). Von 1949 bis 1953 war es dann das Berliner Gitarrentrio, ohne Tucholski. Beide Formationen wurden bekannt durch Konzerte und Rundfunkaufnahmen. Schlinske unterrichtete von 1950 bis etwa 1965 Gitarre und Mandoline an der Hochschule für Musik „Hanns Eisler“ Berlin und danach privat. Auch Wolf Biermann, Nina Hagen und Henry Hübchen lernten bei ihm die Grundlagen des Gitarrenspiels. In den 1950er und 1960er Jahren war er als Gitarrist am Deutschen Theater und den Kammerspielen beschäftigt. Außerdem war er mit seinen Schülern für die Mandolinenmusik beim Berliner Rundfunk zuständig. Der Komponist Rudolf Wagner-Régeny schuf Werke für ihn, darunter seine späten Gitarrenstücke Sonatine und Fünf Miniaturen aus dem Jahr 1951.

## Gitarren-Schüler
- Margarete Schlinske (1907–1987) (2. Ehefrau von Willi Schlinske), Gitarristin und Gitarrenlehrerin[7][11]
- Heinz König (1924–2007), Gitarrist, Gitarrenlehrer, Komponist, Hochschuldozent[12]
- Ursula Horn (1932–2015), Gitarristin, Gitarren- und Mandolinenlehrerin an der Musikschule Berlin-Lichtenberg, Mandolinistin im Concertino Ensemble Berlin (Konzertmeisterin), Berliner Zupfquintett und an der Komischen Oper Berlin[13][14][15]
- Wolf Biermann (* 1936), deutscher Liedermacher und Lyriker
- Peter Liebert (1939–1970) (Neffe von Willi Schlinske), Gitarrist, Gitarrenlehrer an der Musikschule Berlin-Wilmersdorf, am Städtischen Konservatorium Berlin, Ensembleleiter, Vorstandsmitglied der Arbeitsgemeinschaft der Musikerzieher an den Volksmusikschulen Berlins[16][17][18][19][20][21]
- Norbert Bellmann (1940–1970), Gitarrist und Sänger am Maxim-Gorki-Theater Berlin, Gitarrenlehrer am Kreiskulturhaus Treptow[7][16][17][22]
- Herbert Simmeties (1941–1996), Gitarrist, Gitarrenlehrer an der Musikschule Berlin-Zehlendorf[23]
- Lilo Kliem (* 1941), Gitarristin, Gitarren- und Mandolinenlehrerin an der Musikschule Berlin-Lichtenberg, Mandolinistin im Concertino Ensemble Berlin, Leiterin der Musikschule Kaulsdorf[24]
- Gundula Sonsalla (1944–1999), Gitarristin am Deutschen Theater und den Kammerspielen (1971 bis 1993), beim Kammertrio Berlin, beim Trio "Klassische Liebe", Gitarrenlehrerin an Berliner Musikschulen[14][25]

## Mandolinen-Schüler
- Ingeburg Wießner (1924–2011), Mandolinistin beim Staatlichen Volkskunstensemble der DDR in Berlin-Köpenick und beim Berliner Rundfunk, Mandolinenlehrerin[17][26]
- Erhard Walther (* 1930), Mandolinist beim Staatlichen Volkskunstensemble der DDR in Berlin-Köpenick, beim Zupforchester Berlin-Köpenick und beim Berliner Rundfunk, Mandolinenlehrer[14][26][27][28]
- Günther Koch (* 1932), Mandolinist beim Staatlichen Volkskunstensemble der DDR in Berlin-Köpenick, Gitarrist, Mandolinen- und Gitarrenlehrer an der Musikschule Wismar[26][29][30]
- Werner Przybilla (†  1993), Mandolinist beim Staatlichen Volkskunstensemble der DDR in Berlin-Köpenick, Mandolinenlehrer[26][31]
- Rudolf Smole (†  1966), Mandolinist beim Staatlichen Volkskunstensemble der DDR in Berlin-Köpenick, Mandolinenlehrer[26][32]